# Киностудия „М. Горки“
Киностудия „М. Горки“ (на руски: Киностудия имени М. Горького), пълно съвременно наименование Централна киностудия за детски и юношески филми „М. Горки“ АД (Центральная киностудия детских и юношеских фильмов им М. Горького ОАО), е известна руска филмова компания от съветско време със седалище в Москва. Наименувана е на видния руски съветски писател Максим Горки.

## История
Компанията е сред най-старите и крупните в страната. Създадена е като Киноателье „Русь“ през 1915 г. Преименувана е няколко пъти – „Межрабпом-Русь“ (1918), „Межрабпомфильм“ (1928), „Союздетфильм“ (1936), докато приема името на М. Горки (1948 г., с което е известна и днес. Оттогава се казва Московская киностудия им. Горького, после Центральная киностудия детских и юношеских фильмов им. М. Горького (1963). Преобразувана е в акционерно дружество през 2003 г.

## Дейност
За 100-годишната си история киностудията е произвела над 1000 филма. Рекордьори по посещаемост са:
- „Пирати на ХХ век“ („Пираты ХХ века“) на Борис Дуров (1979) – 98 000 000 зрители
- „А утрините тук са тихи“ („А зори здесь тихие“) на Станислав Ростоцки (1973) – 66 000 000 зрители
- „Офицери“ („Офицеры“) на Владимир Роговой (1971) – 53 400 000 зрители
- „Тихият Дон“ („Тихий Дон“) на Сергей Герасимов (1957) – 47 000 000 зрители
- „Анна на шия“ („Анна на шее“) на Исидор Анненский (1954) – 31 900 000 зрители

В киностудията се озвучават (главно на руски език) много филми. Предлагат се и други услуги за киноиндустрията: обработка на кино- и видеоматериали, производство на декори, подбор на актьори и пр.